# Лливелин ап Грифид
Лливе́лин III ап Грифид (валл. Llywelyn ap Gruffydd), известный также как Лливелин Последний или Лливелин, наш последний правитель (Llywelyn Ein Llyw Olaf) (около 1223 — 11 декабря 1282) — последний независимый правитель Уэльса, при котором страна была окончательно завоёвана Эдуардом I. Иногда его также называют Лливелином III Гвинедским или Лливелином II Валлийским.

## Происхождение и ранние годы

### Династическое положение
Родился Лливелин ап Грифид, вероятно, в 1222 или 1223 году. Во многом политическую биографию последнего правителя независимого Уэльса предопределило его династическое положение. Лливелин был вторым из четырёх сыновей Грифида, старшего сына Лливелина Великого, и Сенены, дочери Родри. Его старшим братом был Оуайн Гох ап Грифид, а младшими — Давид и Родри.
Отец Лливелина был хоть и старшим, но незаконным сыном Лливелина ап Иорверта, что, с одной стороны, согласно валлийским законам давало право претендовать на участие в разделе владений и статуса правителя Гвинеда, с другой стороны, нарушало планы Лливелина Великого на сохранение в одних руках власти в Уэльсе, накопленной им за десятилетия правления. Посвятив последние годы жизни установлению наследования в отношении своего законного младшего сына — Давида, Лливелин ап Иорверт добился подтверждения признания того в качестве своего наследника в 1220 году от английского правительства, в 1222 году — от папы римского Гонория III, в 1226 году — от большинства валлийских магнатов, а в 1229 году Давид принёс оммаж Генриху III как наследник Лливелина.
Практически лишённый возможности претендовать на престол Гвинеда, Грифид в 1221 году получил от отца земли Мейрионида и Ардидуи, но был в этом же году их лишён за жестокое правление, затем вновь попал в фавор в 1223 году и возглавил отцовское войско в Истрад-Тиви, однако в итоге был заключён отцом в 1228 году в замок Дегануи, где и провёл шесть лет. Затем, получившему свободу в 1234 году, отцу Лливелина вновь предоставляется возможность управлять частью гвинедских земель — ему даруется половина Ллина. Деятельность Грифида в этой области была успешной и, предположительно, Лливелин Великий планировал сделать своего старшего сына правителем Поуис Венвинвина, поскольку к 1238 году многие коммоты этого королевства уже были под рукой Грифида. Однако, укрепляя свою власть после начала тяжёлой болезни отца, Давид ап Лливелин в 1239 году вновь отправляет брата в заключение, на этот раз вместе с его старшим сыном — Оуайном.
После смерти Лливелина Великого в 1240 году Давид ап Лливелин восходит на трон. На королевском совете в Глостере, проходившем 15 мая, Давид признаётся Генрихом правителем Гвинеда, однако выясняется, что английская корона согласна распространить на него статус, но не территориальные завоевания Лливелина Великого, для рассмотрения споров по которым назначается двусторонняя комиссия, от участия в заседании которой Давид неоднократно уклоняется. В результате Генрих III проводит бескровную военную кампанию 1241 года, когда он, отрезав Давида от его базы в Сноудонии, вынуждает последнего сдаться и признать условия английского короля, согласно которым Давид сохранил статус принца Гвинеда, однако терял земельные приобретения в Молде, Южном Поуисе и Мейриониде, должен был компенсировать военные издержки, а также передать королю своего брата и племянника — Грифида и Оуйана в качестве заложников, кроме того, отказаться от оммажа зависимых валлийских магнатов в пользу Генриха.

### Принц Гвинеда

Личный герб Лливелина ап Грифида.

После указанных событий установился кратковременный мир, поскольку Давид был связан тем, что Генрих располагал его старшим братом в качестве потенциального претендента на престол Гвинеда и мог в любой момент направить его в Уэльс, принцы Поуиса были лояльны английскому монарху, а Дехейбарт не имел среди своих правителей личности обладающей достаточными ресурсами для противостояния Англии. В это время происходит выход на историческую арену Лливелина ап Грифида. Первым документальным свидетельством его деятельности является отказная грамота, датируемая 1241 годом, по которой Лливелин передаёт все свои права на владения в Майлиэниде и Гуртейрнионе в пользу Ральфа Мортимера и его супруги Гвладис, приходившейся Лливелину тёткой. К 1243 году Лливелин уже владеет достаточно обширными землями в долине реки Клуйд, во всяком случае, он в этом году жалует земли в долине реки некоему Эйниону ап Маредиду в обмен на военную службу с освобождением от остальных повинностей.
Период мира закончился, когда в день Святого Давида 1244 года Грифид ап Лливелин попытался сбежать из Тауэра, но упал со стены и разбился. Это развязало Давиду ап Лливелину руки, так как Генрих больше не мог использовать Грифида против него, и в 1245 году между Давидом и Генрихом началась полномасштабная война. Лливелин выступил на стороне своего дяди. В то же время Оуайн был отпущен Генрихом, который надеялся, что его появление в Уэльсе развяжет там гражданскую войну, однако Оуайн остался в Честере. Таким образом, когда Давид неожиданно скончался в феврале 1246 года, не оставив наследника, Лливелин оказался старшим из представителей правящего дома в Гвинеде.

Гвинед после договора в Вудстоке, 1247 год.
Земли Лливелина ап Грифида
Земли Оуайна ап Грифида
Земли, оккупированные Генрихом III

После смерти дяди Оуайн присоединился к младшему брату, и они ещё в течение года сопротивлялись английским войскам. Однако под постоянными атаками из Кардигана и Кармартена, а также в условиях фактической оккупации королевскими войсками Нижнего Гвинеда, Лливелин и Оуайн вынуждены были заключить с Генрихом «Вудстокский мир», по которому англичанам отошла восточная часть королевства до реки Конуи, а западная часть была поделена между ними. При этом принцы и их потомки не только теряли половину своих владений, передавали оммаж подвластных лордов Генриху, но и обязывались нести воинскую повинность в пользу последнего как личную, так и выставлением 1000 пехотинцев и 24 рыцарей. Это было существенным поражением Гвинеда в статусе по сравнению даже со временем Давида, не говоря о периоде правления Лливелина Великого. С другой стороны, Генрих III не использовал условия хартии, подписанной Давидом ап Лливелином в 1241 году, согласно которой все земли Гвинеда должны были перейти английской короне в случае смерти Давида без законных наследников или если его наследники не будут верно служить королю.
Когда Давид ап Грифид, брат Лливелина, достиг совершеннолетия, он принёс присягу Генриху III, который объявил о своём намерении отдать ему часть и без того сильно уменьшившегося Гвинеда. Лливелин отказался это признать, и тогда Оуайн и Давид объединились против него. После битвы при Брин-Дервин в июне 1255 года, в которой Лливелин одержал победу, он пленил братьев и остался единственным правителем Западного Гвинеда.

## Начало правления

### Территориальные приобретения
Установление единоличной власти в Верхнем Гвинеде положило начало периоду увеличения владений Лливелина ап Грифида в Уэльсе. Следующим шагом стал его ответ на воззвание представителей дворянства Восточного Гвинеда, которое поднялось против английского владычества. Эту область, известную также как «Перведвлад» (Perfeddwlad, «Центр страны»), Генрих поручил заботам своего сына Эдуарда, который посетил её летом 1256 года, но не отреагировал на действия Джеффри Лэнгли, королевского наместника Перведвлада, по насаждению методов управления, характерных для английских графств, вызывавшие недовольство валлийцев. Лливелин же, взяв в союзники Маредида ап Рис Грига, одного из принцев Дехейбарта, лишённого своих владений его племянником Рисом Виханом и англичанами, и младшего брата Давида, освобождённого из тюрьмы, посчитал право дворян на мятеж законным, и в ноябре того же года тот пересёк границу со своей армией. В течение недели Лливелин взял под контроль был весь Нижний Гвинед за исключением королевских замков Дегануи и Дисерт, практически восстановив, таким образом, Гвинед в его исторических границах под своей рукой. Более того, валлийские войска дошли до Честера. Лливелин выбрал удачное время для этого похода, поскольку Джеффри Лэнгли находился в Англии, а Эдуард не обладал достаточными средствами и ресурсами для противостояния валлийскому принцу. Впрочем, наследник английского престола попробовал урегулировать конфликт дипломатически, через посредничество своего дяди — графа Корнуолла. Ответ Лливелина последнему заключался в том, что принц Гвинеда не мог спокойно смотреть на притеснения бейлифами короля своих подданных, пусть земли которых и отданы английской короне, а обращения к Генриху и Эдуарду о пресечении бесчинств не нашли ответа, поэтому гвинедский лорд, защитив эти земли, не может вернуть их Эдуарду, но готов выплатить возмещение в размере 1 500 марок и отдать короне коммоты Крейдин и Престатин. Примечательно, что вторжение Лливелина было воспринято английскими баронами и, в особенности, лордами валлийской марки спокойно, если не сказать одобрительно, так как рассматривалось как достойное действие по защите своих людей.
Верно оценив благоприятные для себя обстоятельства, Лливелин ап Грифид не стал останавливаться на достигнутом. В начале декабря он с большим войском рыцарей двинулся на юг и занял Мейрионид. Затем Лливелин вторгается в Кередигион и, отбив у контингента наместников Эдуарда замок Лланбадарн, передаёт эти владения Маредиду ап Оуайну, внуку Лорда Риса из кередегионской линии, в обмен на признание своего сюзеренитета. Следующей целью становится Истрад-Тиви, где после смещения Риса Вихана союзник Лливелина — Маредид ап Рис Григ получает территории Большого и Малого кантревов. Последним завоеванием этого года становится Гуртейрнион, который Лливелин оставляет себе и отправляется на север.
Тем временем, Рис Вихан, будучи вассалом Генриха III, обращается к тому с просьбой о помощи, которая следует в виде снаряжения в Кармартене экспедиции под руководством Стефана Бозана. В июне 1257 года данный корпус сходится под Диневуром с войсками Маредида ап Рис Грига и Маредида ап Оуйана и терпит поражение, после чего Рис Вихан переходит на сторону Лливелина. Дехейбартские принцы, развивая успех, берут штурмом Лохарн, Лланстефан и Нарберт. Затем с севера подходят войска самого Лливелина, и валлийцы совершают рейд по южному Уэльсу, вторгнувшись даже в Гламорган. В ответ на эти действия Генрих начинает собирать войска в Честере, однако результатом его похода становится лишь временное снятие осады с замков северного Перведвлада, поскольку Лливелин, основательно подготовившись к этой кампании, перегнал весь скот и перевёз весь урожай в Сноудонию, разрушил мельницы и мосты, а затем и вовсе отрезал армию Генриха от поставок продуктов и фуража из Ирландии. Королю не осталось ничего кроме как отступить обратно в Честер. Генрих планировал возобновить войну в начале 1258 года, однако внутренняя смута и оппозиция баронов отвлекли его от валлийских дел, что дало возможность Лливелину без труда подписать с королём перемирие на 13 месяцев.

### Принц Уэльса

Личный герб Лливелина Великого, ставший династическим гербом Гвинеда и отождествляемый с титулом принца Уэльса.

Под впечатлением от достижений Лливелина на его сторону переходит Грифид ап Мадог, лорд Северного Поуиса. Таким образом, на начало 1258 года власть Лливелина ап Грифида признали все валлийские правители, кроме Грифида ап Гвенвинвина, принца Поуиса Венвинвина. Чтобы упрочить своё положение и закрепить статус гвинедский правитель собирает совет всех союзных валлийских лордов, на котором те приносят ему личную присягу. По всей видимости на этом совете Лливелин принимает титул принца Уэльского, во всяком случае под документом, создание которого следует непосредственно за советом, а по мнению некоторых исследователей на нём и утверждённом, Лливелин ап Грифид подписывается этим титулом.
Упомянутый выше документ также является важным показателем установившегося доминирующего положения Лливелина в Уэльсе. Речь идёт о международном договоре, заключённом 18 марта 1258 года между официальными представителями Уэльса и Шотландии. С шотландской стороны договор подписал Уолтер Комин и другие представители его баронской лиги, осуществлявшей регентство при малолетнем Александре III. Валлийскую сторону представлял Лливелин в качестве принца Уэльса, а также ряд магнатов, в которых исследователи признают участников совета валлийских лидеров, присягнувших сыну Грифида. Договор представляет собой соглашение о взаимопомощи и свободной торговле. Отдельно оговаривалась невозможность заключения сторонами частных договоров с монархами и магнатами Англии и Шотландии, если последние не изъявят желания присоединиться к данному договору. Заключением договора, инициатива в составлении которого часто приписывается ему же, Лливелин продемонстрировал свой текущий статус на уровне иностранного государства, нашёл союзников в политике противодействия английской экспансии.
1259 год был ознаменован инцидентом, которым английское правительство планировало подточить влияние Лливелина в центральном Уэльсе. Желая также отомстить изменившему Рису Вихану, Генрих добился перехода на свою сторону Маредида ап Рис Грига, который при поддержке Патрика, лорда Кидвелли, попытался закрепиться в Диведе и Истрад-Тиви. Напав в Эмлине на явившихся на переговоры Давида ап Грифида, Маредида ап Оуйана и Риса Вихана, превосходящие силы Патрика из Кидвелли потерпели поражение, и Маредид ап Рис был пленён. Однако, когда тот был доставлен Лливелину, принц Уэльса не стал карать своего бывшего союзника, а, проявив великодушие, сохранил ему статус и земли, лишь взяв в заложники старшего сына Маредида и замок Диневур в свою собственность. А к концу года Лливелин стремительным броском захватил земли Биэллта и осадил замок, который к лету 1260 года сдался, открыв принцу доступ к междуречью Северна и Уая (так называемой области Рунг-Гви-а-Хаврен, валл. Rhwng Gwy a Hafren). Занятый делами во Франции, в условиях всё накаляющихся отношений между партиями графа Лестера и графа Глостера, Генрих III не смог адекватно ответить на захват одного из ключевых оборонительных сооружений центрального Уэльса, предпочтя заключить с Лливелином перемирие ещё на два года.
Лливелин строго придерживался условий перемирия 1260 года, несмотря на многие обращения английских баронов-реформаторов, он не вступал в конфликты с представителями короны. Даже когда 15 июля скончался лорд Гламоргана — Ричард Глостер, войска севера не вступили в пределы этих исконных валлийских земель. Однако по истечении срока действия соглашения силы принца Уэльса обнаруживаются в Майлиэниде, где Роджер Мортимер и молодой Хамфри де Богун терпят поражение, но получают право свободного прохода до английских границ. Подчинив Майлиэнид, Лливелин совершает рейд по Херефордширу, затем поворачивает на юг и подчиняет себе Брекнок и Абергавенни. С новыми территориальными приобретениями Лливелин получил непосредственный выход к долинам южного Уэльса.

### Лливелин и Симон де Монфор

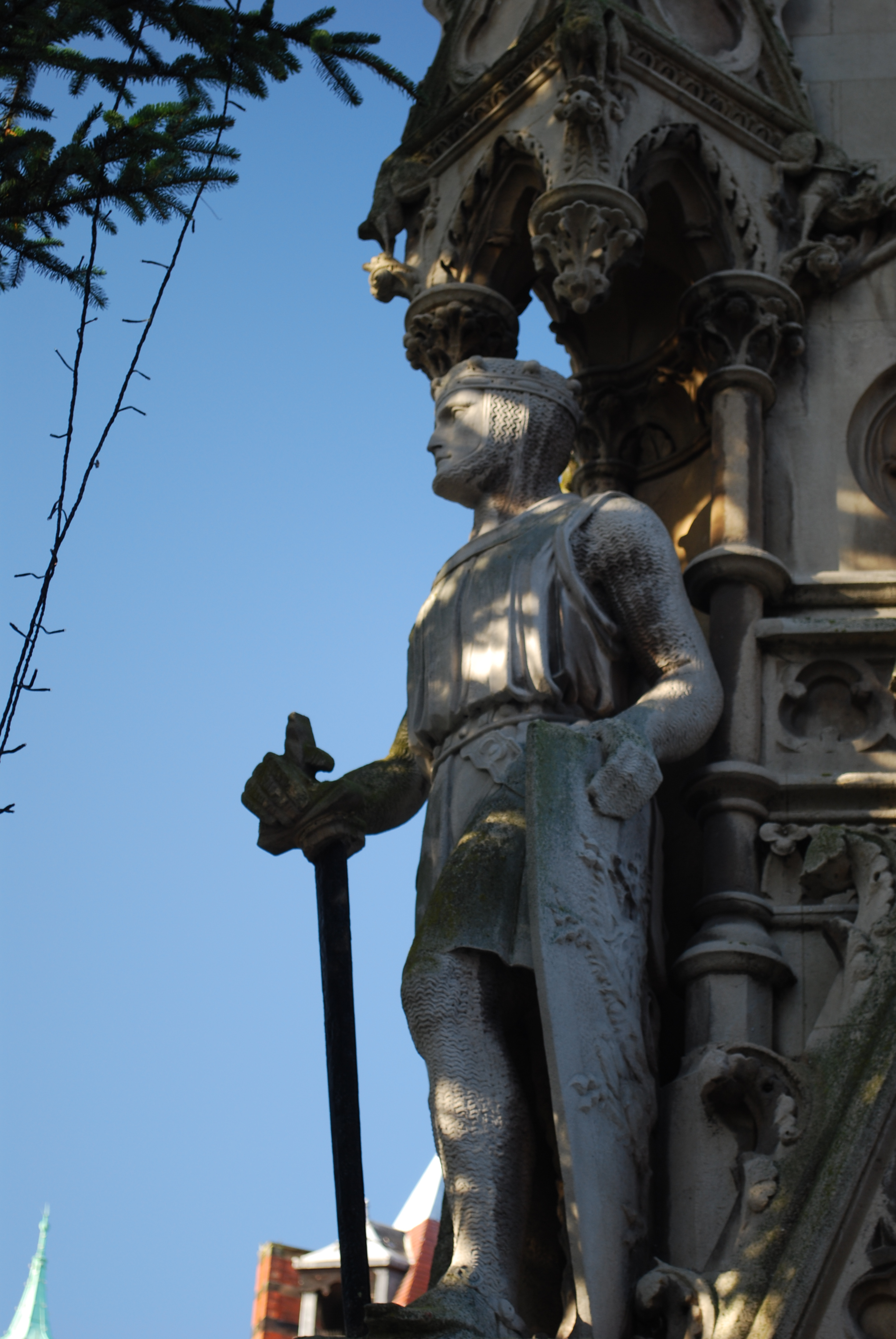
Статуя Симона де Монфора.

Вернувшийся из Франции Генрих, видя очевидную опасность всё возрастающего влияния Лливелина, призывает баронов марки к примирению и общему сбору войск против принца. В апреле 1263 года Эдуард также возвращается с континента и начинает поход на север Уэльса, в очередной раз единственным военным достижением становится временное снятие осады с Дисерта и Дегануи, более важным результатом становится то, что этим походом воспользовался Давид, младший брат Лливелина, чтобы перейти на сторону короля. Немедленно извлечь выгоду из этой измены Генриху не удаётся, поскольку в апреле Симон де Монфор высадился в Англии положив начало гражданской войне, которая получила название «Второй баронской войны».
Первым этапом войны в Англии стали действия баронов марки в западных графствах (штурм Глостера, Вустера, осада Бриджнорта), что развязало руки Лливелина на севере Уэльса, и двадцатидвухлетняя история замка Дисерт закончилась 4 августа его штурмом и последующим разрушением валлийскими войсками. Затем Лливелин вышел к Бриджнорту с западной стороны, что продемонстрировало, несмотря на отсутствие формального соглашения с Симоном, их полное взаимопонимание. При этом Монфор, как и Генрих III, давил на Лливелина, принуждая того сохранить английский форпост — замок Дегануи, но тот пал 28 сентября и у английской короны не осталось владений в Гвинеде. В конце 1263 года состоялся ещё один успех дипломатии Лливелина, он заключил соглашение с последним непокорным валлийским принцем — Грифидом ап Гвенвинвином, который в обмен на оммаж Лливелину и военный союз с ним, получал назад все потерянные владения в Поуисе Венвинвине.
В 1264 году гражданская война в Англии возобновилась, Симон де Монфор вступил в открытый союз с Лливелином, однако потерял половину союзных английских баронов, причём большая часть лордов, перешедших на сторону короля имели свои владения в марке. Боевые действия в Радноре и Брекноке, стали прелюдией к битве при Льюисе, где Монфор нанёс поражение сторонникам короля, захватив Генриха и принца Эдуарда в плен, став более чем на двенадцать месяцев фактическим правителем королевства Англии. В 1265 году Лливелин предложил Симону де Монфору сумму в 30 000 марок в обмен на постоянный мир и признание своего безоговорочного права на власть в Уэльсе. 22 июня 1265 года Лливелин и де Монфор заключили «Пиптонский договор» о союзе, однако крайне выгодные для Лливелина условия были знаком того, что позиции де Монфора слабеют (к этому моменту из плена бежал Эдуард, а также Гилберт де Клер, лорд Гламоргана, перешёл на сторону короля).

### Договор в Монтгомери

Уэльс после договора в Монтгомери, 1267 год.
Земли Лливелина ап Грифида в Гвинеде
Земли, завоёванные Лливелином ап Грифидом
Земли вассалов Лливелина ап Грифида

4 августа состоялась положившая конец войне в Англии битва при Ившеме, в которой войска баронов потерпели поражение, а Монфор погиб. Уже через 10 дней после Ившема Эдуард взял Честер, и казалось, что Лливелину будет стоить больших трудов сохранение достижений пиптонских хартий. Однако вместо того, чтобы ожидать вторжения англичан, принц Уэльса взял штурмом Харденский замок, подчинив себе долину Молда и пленив английского кастеляна замка Роберта де Монтальта. Были разбиты объединённые войска Хамо Лестрейнджа и Мориса Фиц-Джеральда. Генриху в свете необходимости восстановления власти в собственном королевстве и явной готовности Лливелина к борьбе пришлось инициировать мирные переговоры, в качестве посредника в которых был привлечён папский легат Оттобоне Фиески. Однако первые шаги в этом направлении не принесли плодов, поскольку бароны марки хотели вернуть завоёванное валлийцами, и 1266 год прошёл в военных действиях, в которых Лливелин продолжал побеждать. 15 мая состоялось знаковое поражение Роджера Мортимера, попытавшегося отбить Брихейниог, тот вынужден был бежать с поля боя с горсткой выживших соратников. К осени 1267 года Генрих расположился со свитой в Шрусбери, начав финальную стадию мирного урегулирования, закончившуюся 25 сентября подписанием договора, а 29 сентября принесением Лливелином присяги королю, состоявшимся в Монтгомери.
По «Договору в Монтгомери» Генрих III признал за Лливелином и его потомками титул принца Уэльского. Все валлийские землевладельцы становились вассалами Лливелина, за исключением Маредида ап Рис Грига, присягу которого принц Уэльса мог приобрести за сумму в 5000 марок. Территориальные приобретения фактически оставались за Лливелином — он без дополнительных условий получал Перведвлад, Биэллт, Гуртейрнион и Брихейниог, но должен был освободить Роберта де Монтальта, вернуть ему Молд с условием, что последний не будет иметь права строить на месте Хавардена новый замок в течение тридцати лет. Даже условие вернуть Майлиэнид Роджеру Мортимеру не было необратимым, поскольку для Лливелина предусматривалась возможность оспорить эти земли по праву марки. Отдельно в договоре оговаривались условия мира для Давида ап Грифида, которому Лливелин должен был вернуть земли принадлежавшие тому на момент его перехода к англичанам. В обмен на это правитель Гвинеда должен был выплатить 25 000 марок ежегодными порциями по 3000 марок.
Заключение договора в Монтгомери стало апогеем могущества Лливелина. Ему удалось получить признание своей власти над всеми землями, которые входили в Pura Wallia, то есть управлялись валлийскими лордами.

## Поздний период

### Взаимоотношения с валлийскими лордами
Достаточно очевидно, что основой корпуса прав, составлявших титул принца Уэльса, был сюзеренитет над лордами Уэльса валлийского происхождения, власть над которыми признала для Лливелина даже английская корона.
В северном Поуисе позиции Лливелина были сильны. Грифид ап Мадог из Майлора, бывший то его оппонентом, то союзником, умер в 1269 году, его братья Хивел и Мадог скончались примерно в это же время, не оставив наследников. В результате Поуис Вадог был разделён между четырьмя сыновьями Грифида, а также вдовья часть — Майлор-Сайснег, отошла его супруге Эмме Одли. Примечательно, что выдел вдовьей доли был совершён в письменном виде с конфирмацией его Лливелином. Мадог, Грифид, Лливелин и Оуайн ап Грифиды были лояльны своему принцу. Южный Поуис, за исключением двух владений — Мадога ап Гвенвинвина в Маудуи и Лливелина, сына Оуйана Вихана, в Мехайне, по-прежнему был в руках Грифида ап Гвенвинвина. Лорд Южного Поуиса хранил верность Лливелину и участвовал во всех его предприятиях вплоть до своего предательства в 1274 году.
Осколки некогда могучего Дехейбарта представляли малый интерес для Лливелина, и многие исследователи видят недооценку значения этого стратегического региона одной из важнейших причин будущего поражения принца. Однако тот действительно мог позволить себе уделять этим землям мало внимания, так как они управлялись большим количеством слабых баронов, которые ничего не могли противопоставить авторитету лорда Уэльса. В Кередигионе в бывших владениях Майлгуна Вихана, землях к северу от Истуита, незадолго до 1277 года начал править его внук Рис Иейанк. К югу от этой реки феод Маредида ап Оуйайна был разделён между тремя его сыновьями — Оуайном, Грифидом и Кинаном. В Истрад-Тиви две выдающиеся фигуры предыдущего поколения сошли с исторической сцены с интервалом в три недели. Маредид умер 27 июля 1271 года в своём замке в Дрислуин, ему наследовал сын — Рис ап Маредид. Рис Вихан скончался 17 августа в Диневуре и его наследником стал Рис Виндод.
Юго-восточная часть Pura Wallia управлялась Лливелином самостоятельно, и землевладельцы Биэллта, Гуртейрниона и Элвайла держали землю напрямую от принца. Таким образом, несмотря на некоторые внутренние противоречия «валлийский» Уэльс надёжно находился под рукой принца, гораздо большую опасность для его власти представляли претензии лордов валлийской марки и возрастающее вмешательство короля Англии в валлийские дела.

### Конфликты с лордами марки
Напряжённость на юго-восточной границе владений Лливелина создавали попытки Хэмфри де Богуна утвердить свою власть над Брекноком, который некогда был наследным имуществом его матери Элеоноры де Браоз и считался английским феодом со времён Вильгельма Рыжего. Английский барон, совместно с Реджинальдом Фиц-Питером, предпринял ряд акций по возврату этих земель, например, фактически не владея ими, даровал Брекону городскую хартию в 1270 году. Затем Хэмфри при активной поддержке Роджера Мортимера предпринял неудачную попытку захватить лордство. Английская корона в этом вопросе демонстрировала нейтральную позицию, стараясь примирить Лливелина с претендентами, вплоть до 1275 года, когда отношения валлийского принца с Эдуардом I ухудшились, и тот официально признал де Богуна лордом Брекнока. Впрочем Лливелин, опираясь на положения договора в Монтгомери, продолжал удерживать спорную территорию силой вплоть до войны 1277 года.

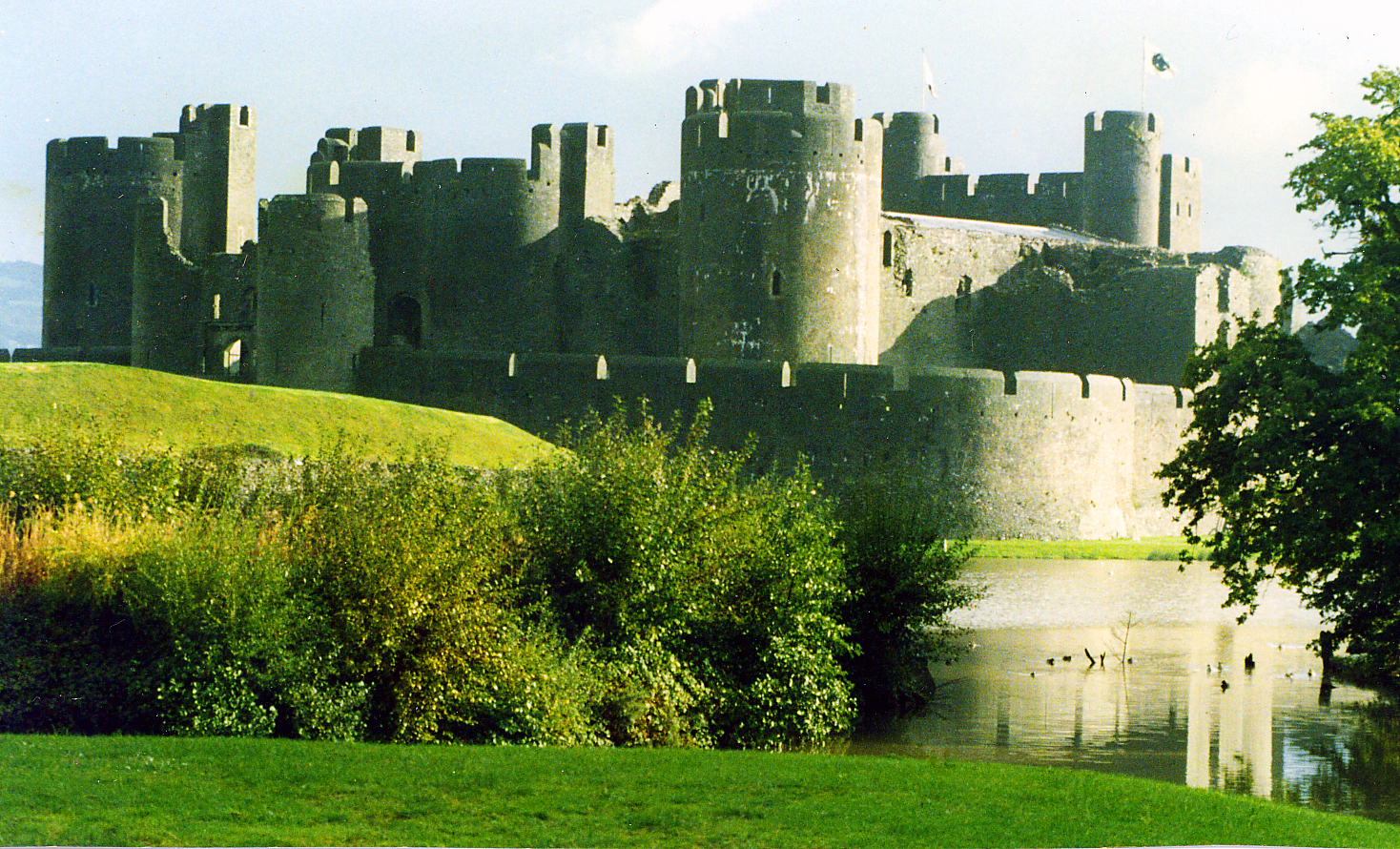
Замок Кайрфилли, построенный во время конфликта Лливелина с Гилбертом де Клером.

Другим стратегическим конфликтом был спор Лливелина с Гилбертом де Клером из-за влияния в Северном Гламоргане. Буквально трактуя условия договора в Монтгомери, принц Уэльса претендовал на сюзеренитет над всеми валлийскими землевладельцами, в частности в кантреве Селив, формально входившем во владения Гилберта. Поскольку мирный договор не прописывал отдельно взаимоотношения Лливелина и де Клера, последний счёл необходимым пленить Грифида ап Риса, валлийского правителя спорной долины Сенгенид, и начал там в 1268 году строительство замка Кайрфилли, который блокировал доступ к долинам Южного Гламоргана и Кардиффу. Лливелин попытался достичь соглашения с Гилбертом по урегулированию территориальных претензий, было принято решение о создании для этого двусторонней комиссии. Однако де Клер продолжал фортификационные работы и увеличивал свои военные силы в спорном регионе. Неоднократные обращения к Генриху III с просьбой повлиять на действия лорда Гламоргана не возымели действия, и 13 октября 1270 года Лливелин с большим войском при поддержке своего брата Давида и Грифида ап Гвенвинвина взял штурмом и разрушил Кайрфилли. Король Генрих послал к месту конфликта епископов Личфилда и Вустера, которые от его имени дали Лливелину гарантии, что спорные земли будут находиться под контролем короны. Однако, когда Гилберт в 1271 году овладел замком, тот ничего не смог сделать и Кайрфилли был вновь возведён. Значение, которое Гилберт де Клер придавал оборонительным функциям замка в противостоянии военной угрозе со стороны валлийского принца, можно оценить по тому факту, что Кайрфилли оценивается специалистами как одно из лучших фортификационных сооружений концентрического типа в Англии.
Не ограничивался поддержкой других баронов и Роджер Мортимер. В соответствии с договором в Монтгомери он получил право вновь возвести замок в Майлиэниде, но по завершении строительства должен был вынести вопрос о владении этими землями на судебное разбирательство по праву марки. Однако, построив укрепление практически сразу после заключения договора, Роджер не только не начал тяжбы, но и продолжил фортификационные работы на спорной территории, при этом увеличив и размер своих войск в Уэльсе.

### Лливелин и Эдуард I

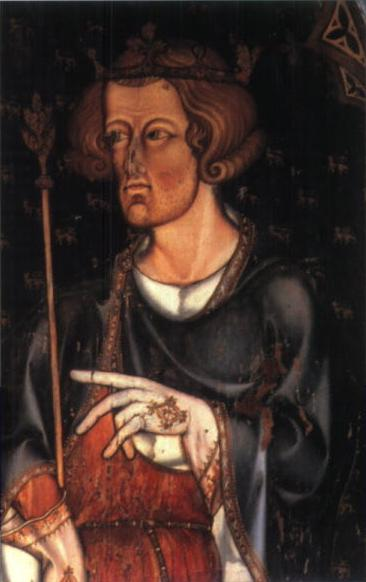
Эдуард I, король Англии.

Отношения Лливелина с английской короной в последние годы правления Генриха III можно охарактеризовать как предельно корректные и, более того, дружественные. Он регулярно выполнял платежи по договору (на момент смерти Генриха было выплачено более половины суммы долга), не совершал никаких действий против короля, а тот, в свою очередь, как и было оговорено, в августе 1270 года передал принцу оммаж Маредида ап Риса. После смерти короля в ноябре 1272 года регенты престола до возвращения Эдуарда из крестового похода продолжали соблюдать эту политику.
Специалисты сходятся во мнении, что и восшествие на трон Эдуарда первоначально не предполагало изменений во взаимоотношениях с Лливелином ап Грифидом. Но дальнейшее развитие ситуации выявило большие отличия в понимании принцем и новым королём статуса принца Уэльского. С точки зрения Лливелина происходило планомерное сведение на нет его завоеваний, когда бароны марки осуществляли давление на подвластные ему территории практически по всей протяжённости границ, нарушая тем самым базовые положения договора в Монтгомери. Отсутствие решительных действий Эдуарда по пресечению действий подвластных лордов марки, было, по мнению валлийца, проявлением невозможности или нежелания выполнять принятые обязательства надлежащим образом. Рассматривая себя в качестве стороны договора, права которой были нарушены, но при этом находящейся в более слабом положении, Лливелин начал большую дипломатическую переписку с английским двором, в рамках которой использовал приостановление оставшихся выплат и уклонение от принесения присяги королю, в качестве подкрепляющих свою позицию факторов.
С точки зрения короля всё выглядело совершенно иным образом. Вне зависимости от обстоятельств, в которых находится вассал, первейшая того обязанность перед сюзереном — это принесение присяги, а уже потом представляется возможным рассмотрение всех его проблем и претензий, а Лливелин рассматривался Эдуардом именно так: «один из величайших среди прочих магнатов нашего королевства». Таким образом, отказ от оммажа в январе 1273 года, отсутствие на коронации в августе 1274 года, а также пять последовательных уклонений от вызовов короля до 1276 года, включая случай, когда Эдуард прибыл в Честер и приглашал туда Лливелина в 1275 году, расценивался английской короной не просто как попрание королевского достоинства, но и как casus belli. Лливелин со своей стороны мотивировал подобное невыполнение вассальных обязательств беспокойством о собственной безопасности и статусе принца в условиях, когда он не мог ступить на английские земли под угрозой нападения баронов марки.
На отношения Лливелина с королём существенным образом повлияли ещё два особых события. Во-первых, в 1274 году Давид, брат Лливелина, вступил в сговор с Грифидом ап Гвенвинвином, правителем Южного Поуиса, и его сыном Оуайном, намереваясь убить Лливелина. Предполагалось, что отряд Оуайна совершит нападение на Лливелина 2 февраля, однако их задержала снежная буря, и замысел провалился. Лливелин узнал о заговоре позже, когда Оуайн признался в нём на исповеди епископу Бангора. По его словам, предполагалось сделать Давида правителем Гвинеда в обмен на земли, которые он отдал бы Грифиду. Грифид и Давид бежали в Англию, где король оказывал им поддержку в их набегах на владения Лливелина, что, конечно, лишь ещё больше укрепляло его в мысли, что деятельность против него координируется королём.
Вторым обстоятельством стало то, что в 1275 году Лливелин женился («на расстоянии») на Элеанор де Монфор, дочери Симона де Монфора и внучке Иоанна Безземельного, что Эдуард расценил как продолжение поддержки семьи де Монфора, королевского противника, и что вызвало гнев короля. Когда Элеанор отправилась из Франции в Уэльс, Эдуард нанял пиратов, которые захватили её в плен и доставили в замок Виндзор, откуда она была выпущена только после подписания мира в Аберконуи.
Сочетание всех указанных обстоятельств привело к тому, что Эдуард I, не дождавшись принесения оммажа от Лливелина, 12 ноября 1276 года объявил его мятежником.

### Война 1277 года и договор в Аберконуи

Гвинед после договора в Аберконуи, 1277 год.
Земли Лливелина ап Грифида
Земли Давида ап Грифида
Земли, отошедшие к английской короне

В 1277 году Эдуард перешёл границу Уэльса с огромной армией. Король намеревался захватить все владения Лливелина, оставив Нижний Гвинед себе. Верхний Гвинед он хотел либо поделить между Давидом и Оуайном, братьями Лливелина, либо присоединить ещё и Англси, оставив валлийским принцам лишь часть этих владений. Эдуарду оказали поддержку Давид ап Грифид и Грифид ап Гвенвинвин, а многие из мелких валлийских принцев, ранее бывшие на стороне Лливелина, не стали оказывать Эдуарду сопротивления. К лету 1277 года войска Эдуарда дошли до реки Конуи и встали лагерем у Дегануи, а другая армия захватила плодородный Англси и лишила армию Лливелина всех припасов, что заставило того искать мира.
В результате был подписан договор в Аберконуи, обещавший Лливелину мир в обмен на существенные уступки. Главной из них было то, что Лливелин вновь получал под свою власть один лишь Верхний Гвинед. Часть Нижнего Гвинеда была отдана его брату Давиду, с тем условием, что если Лливелин умрёт бездетным, Давиду отойдёт часть Верхнего Гвинеда. Лливелин и Элеанор де Монфор поженились в Вустере в 1278 году, и король признал этот брак. Однако отношения Лливелина и Эдуарда оставались напряжёнными. Вскоре возникла ссора между Лливелином и Грифидом ап Гвенвинвином (которому Эдуард вернул его земли) из-за области Арвистли. Лливелин хотел решить спор в соответствии с валлийскими законами, но Грифид (и король) настаивали на применении английских.
У Лливелина и Элеанор была одна дочь, Гвенллиан. Она родилась в Гарт-Келин, королевской резиденции, примерно 19 июня 1282 года; Элеанор умерла при родах. В 1283 году её захватили войска Эдуарда и отправили в аббатство Семпрингем в Англии, где она и умерла в 1337 году.

## Последняя война и гибель
К началу 1282 года многие мелкие правители, поддержавшие Эдуарда против Лливелина в 1277 году окончательно разочаровались в королевской власти, так как подвергались постоянному вымогательству со стороны англичан. В Вербное воскресенье этого года Давид ап Грифид напал на занятый англичанам Харденский замок и осадил Ридлан. Восстание быстро распространилось на другие части Уэльса: были захвачены замок Аберистуита (его восставшие сожгли) и замок Каррег Кеннен (в Истрад-Тиви, ныне Кармартеншир).

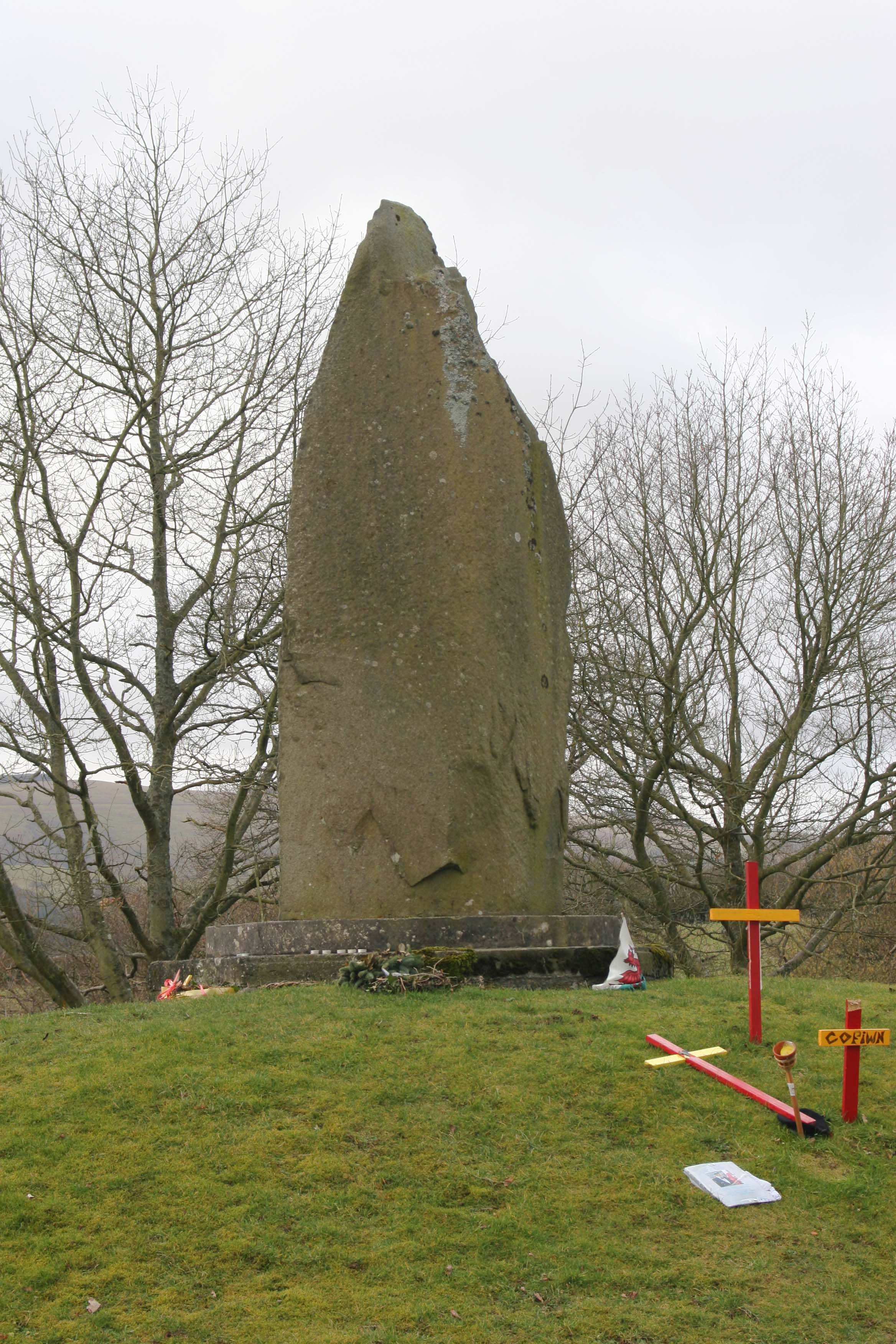
Памятник на месте гибели Лливелина в Силмери

Если верить письму, которое Лливелин послал архиепископу Кентерберийскому Джону Пекхэму, он не участвовал в планировании восстания, однако чувствовал себя обязанным помочь брату. Несмотря на плохую подготовленность валлийцев, началась война. В это же время умерла Элеанор, жена Лливелина.
Ход событий примерно повторял развитие кампании 1277 года: войска Эдуарда захватили Нижний Гвинед и Англси, хотя им не удалось переправиться через Менай. Архиепископ Кентерберийский попытался выступить в роли посредника: Лливелину предложили крупное владение в Англии в обмен на власть в Уэльсе, а Давид должен был отправиться в крестовый поход и не возвращаться без королевского разрешения. Ответ Лливелина, который иногда сравнивают с Арбротской декларацией, был весьма эмоциональным: он отказался оставить народ, который его предки защищали «с дней Камбера, сына Брута».
Лливелин оставил Давида во главе обороны Гвинеда и отправился со своей армией на юг, чтобы поднять восстание в Среднем и Южном Уэльсе и открыть второй фронт. Возле Билт-Уэллс он был убит, будучи отрезан от своей армии. Точные обстоятельства его смерти неизвестны: существует два противоречащих друг другу рассказа об этом событии. Оба согласны в том, что Лливелина обманом заставили покинуть свою армию. Согласно одному из них, Лливелин и его главный советник, перейдя по некоему мосту, приблизились к войскам Эдмунда Мортимера и Гуго ле Странжа. Тогда они услышали звуки битвы: войска Рожера Диспенсера и Грифида ап Гвенвинвина напали на армию Лливелина. Тот развернулся, чтобы отправиться туда, но одинокий копейщик догнал и убил его. Лишь через некоторое время один английский рыцарь узнал Лливелина. Валлийскому принцу отрубили голову и доставили её в Лондон, где торжественно носили по улицам. Эта версия рассказа была записана на севере Англии примерно через 50 лет после битвы и подозрительно похожа на описание битвы на Стерлингском мосту во время войн с шотландцами.
Другая версия была создана монахами в восточной Англии, которые могли общаться с находящимися в изгнании дочерью Лливелина Гвенллиан и его племянницей Гвладис верх Давид. Согласно ей, Лливелин выехал навстречу войску Эдмунда и Роджера Мортимеров, Гуго ле Странжа и Грифида ап Гвенвинвина, которые якобы обещали принести ему присягу. Это был обман: на армию Лливелина немедленно напали, и его отряд оказался отделён от остальных войск. На закате Лливелина с небольшим отрядом (куда входили и священники) попал в засаду и отступил в лес. Там он был окружён и смертельно ранен. Умирая, он попросил священника и сообщил, кто он. Его тут же убили и отрубили ему голову.
Поэт Грифид аб ир Инад Кох написал знаменитую элегию на смерть (marwnad) Лливелина.
Oer calon dan fron o fraw — allwynin

Am frenin, dderwin ddôr, Aberffraw.

Холодно моё сердце в груди, полной страха,

Из-за скорби о короле, дубовых вратах Аберфрау

Poni welwch chwi hynt y gwynt a’r glaw?

Poni welwch chwi’r deri’n ymdaraw?

Разве не видите пути ветра и дождя?

Разве не видите, как гнутся дубы?

В валлийской «Хронике принцев» (Brut y Tywysogion) есть загадочная фраза: «…и тогда Лливелина предали в колокольне собственные люди».

## Аннексия
После гибели Лливелина воля валлийцев к сопротивлению увяла. Наследником Лливелина стал его брат Давид, который ещё несколько месяцев продолжал сопротивление, но в июне 1283 года был захвачен в горах над Гарт-Келином вместе с семьёй и доставлен к Эдуарду. Затем его отправили в Шрусбери, где специальная сессия Парламента приговорил его к смерти. Его протащили по улицам и казнили через повешение, потрошение и четвертование (он стал первым дворянином, казнённым в Англии таким образом).
После окончательного поражения 1283 года королевство Гвинед лишил всех знаков королевской власти и реликвий. Эдуард немедленно присвоил себе резиденцию гвинедской династии Гарт-Келин (ныне Абергвингрегин, Гуинет). С большой помпой он вывез из Гвинеда все атрибуты местной королевской власти. Корона Лливелина была доставлена в часовню св. Эдуарда в Вестминстере (уничтожена при Кромвеле); печати Лливелина, его жены и брата Давида были переплавлены в потир, а самая ценная христианская реликвия Гвинеда — частица Истинного Креста, известная как Нейтский крест, — был торжественно пронесён по лондонским улицам в процессии, где пешком шли король, королева, архиепископ Кентерберийский, четырнадцать епископов и самые могущественные дворяне Англии. Тем самым Эдуард присваивал все регалии королевского дома Гвинеда и показывал, что династия уничтожена, а королевство присоединено к его владениям.
Большинство родственников Лливелина закончили свои дни в плену. Единственными исключениями были его младший брат Родри ап Грифид, давно отказавшийся от короны, и дальний родственник Мадог ап Лливелин, позже поднявший восстание и претендовавший на титул Принца Уэльского в 1294 году. Сыновья Давида (племянники Лливелина) были захвачены и заключены в Бристольскую тюрьму, где и умерли. О старшем брате Лливелина Оуайне Рыжем нет сведений после 1282 года, когда он, вероятно, был убит. Дочь Лливелина, Гвенллиан, была отправлена в монастырь Семпрингем в Линкольншире и прожила там больше 50 лет. Родри ап Грифид, его младший брат (покинувший Уэльс ещё в 1272 году), владел манорами в Глостершире, Чешире, Суррее и Поуисе и умер около 1315 года. Предполагается, что мужская линия дома Мервина Мэнско-Гвинедского(Аберфрау) прервалась с убийством внука Родри Оуайна в 1378 году; однако она могла сохраняться по крайней мере до середины XVIII века, когда жил сэр Джон Уинн, баронет Гвидира (потомок Оуайна Гвинеда).